# Вестерман, Лео
Лео Вестерман (фр. Léo Joseph Paul Westermann; род. 24 июля 1992, Агно, Франция) — французский профессиональный баскетболист, играющий на позиции разыгрывающего защитника.

## Карьера
Профессиональную карьеру Вестерман начал в юном возрасте в составе клуба АСВЕЛ, а в Евролиге дебютировал в 2012 году в белградском «Партизане».
В 2013 году Лео перенёс тяжёлую травму, выбившую из строя почти на год, после чего подписал соглашение с «Барселоной» и был тут же отдан в аренду во французский «Лимож», где и играл до переезда в «Жальгирис», в котором выступал в роли главного организатора атак, несмотря на частое смещение между позициями разыгрывающего и атакующего защитника. Его статистика в чемпионате Литвы – 42 матча, 6,7 очка, 2,8 подбора, 3,9 передачи, 0,8 перехвата, 20,8 минуты.

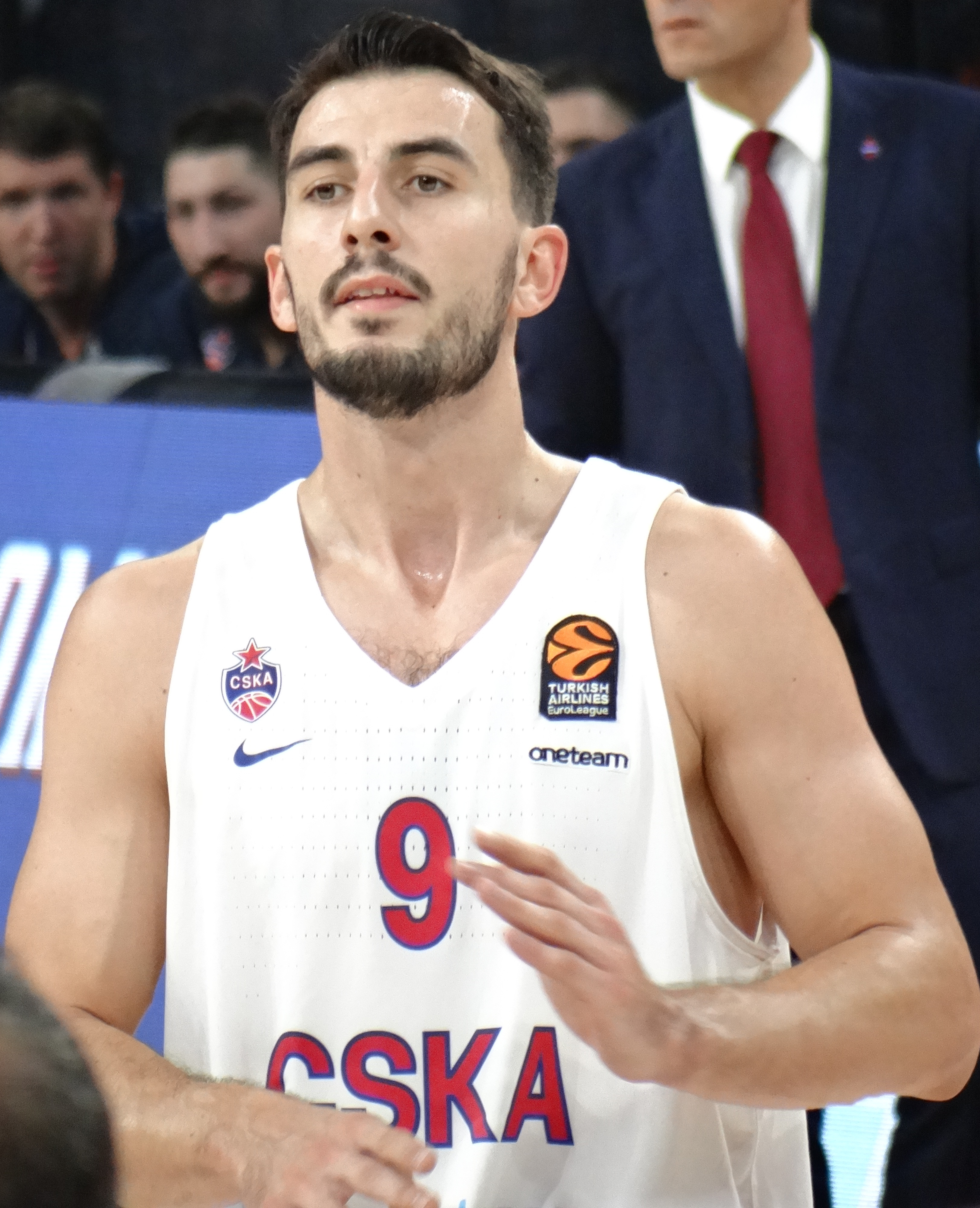
Лео Вестерман в составе ЦСКА

В июне 2017 года Вестерман присоединился к московскому ЦСКА, но не сумел проявить себя наилучшим образом из-за травм бедра (в октябре) и спины (в мае), потребовавших оперативного вмешательства и длительного времени на реабилитацию. В составе команды Вестерманн провёл 30 матчей (8 – в стартовом составе), его средние показатели – 5,3 очка, 1,3 подбора, 2,3 передачи, 0,5 перехвата за 14,2 минуты.
В сентябре 2018 года вернулся в «Жальгирис». В составе литовского клуба Лео набирал в среднем 6,8 очка, 3,1 передачи и 2,1 подбора за 17 минут на площадке.
Сезон 2020/2021 Вестерман начинал в «Фенербахче», но в январе 2021 года перешёл в «Барселону».
В августе 2022 года Вестерман стал игроком «Обрадойро».

## Сборная Франции
Выступает за сборную Франции, в составе которой был призёром юношеских чемпионатов Европы, а в 2015 году стал бронзовым призёром чемпионата Европы.

## Достижения

### Клубные
- Чемпион Адриатической лиги: 2012/2013
- Чемпион Единой лиги ВТБ: 2017/2018
- Чемпион Испании: 2020/2021
- Чемпион Литвы (2): 2016/2017, 2018/2019
- Чемпион России: 2017/2018
- Чемпион Сербии (2): 2012/2013, 2013/2014
- Чемпион Франции: 2014/2015
- Обладатель Кубка Испании: 2021
- Обладатель Кубка короля Миндаугаса: 2017
- Обладатель Кубка Турции: 2020

### Сборная Франции
- Бронзовый призёр чемпионата Европы: 2015
- Серебряный призёр чемпионата Европы (до 20 лет): 2012
- Бронзовый призёр чемпионата Европы (до 20 лет): 2011
- Серебряный призёр чемпионата Европы (до 18 лет): 2009